# Antanas Juozas Zabulis
Antanas Juozas Zabulis (* 1962) ist ein litauischer Manager, ehemaliger Präsident von UAB „Omnitel“.

## Leben
Zabulis absolvierte das Diplomstudium an der Fakultät für Physik der Universität Vilnius und bildete sich weiter an Universität Bossard (Paris) im Bereich der Corporate Governance. Von 1991 bis 1994 arbeitete A. Zabulis  als Berater und danach Senior Consultant bei Bossard Consultants (jetzt Gemini Consulting). Vor seinem Eintritt in die Telekommunikation hatte Zabulis sechs Jahre leitende Positionen in verschiedenen Unternehmen von Statoil. Von 2000 bis zum 14. Juli 2013 leitete Zabulis das größte Mobilfunkunternehmen in Litauen namens „Omnitel“. 2012 war er stellvertretender Vorstandsvorsitzender der UAB „Achemos grupė“.
Er ist Mitglied von Valstybės pažangos taryba, Baltic Management Institute,  Pflegerat der VUTSI, Wirtschaftsrat der Kauno technologijos universitetas, „Rotary“-Club von Altstadt Vilnius.